# Bourma (Boudry)
Pour les articles homonymes, voir Bourma.
Bourma est une commune rurale située dans le département de Boudry de la province du Ganzourgou dans la région du Plateau-Central au Burkina Faso.

## Géographie
Bourma se trouve à 25 km au sud du chef-lieu départemental Boudry. Le territoire de la commune est en bordure de la rivière Guibga.

## Santé et éducation
Bourma accueille un centre de santé et de promotion sociale (CSPS) tandis que le centre médical avec antenne chirurgicale (CMA) le plus proche se trouve à Zorgho.